# Metropolregion Denver

Metropolregion Denver

Die Metropolregion Denver (Englisch: Denver metropolitan area) ist eine Metropolregion in Colorado, deren Zentrum die Stadt Denver ist und die einen Großteil des zentralen Teils von Colorado umfasst. Das United States Office of Management and Budget bezeichnet das Gebiet als Denver–Aurora–Centennial, CO Metropolitan Statistical Area (MSA) und definiert es als die 10 Countys City and County of Denver, Arapahoe, Jefferson, Adams, Douglas, City and County of Broomfield, Elbert, Park, Clear Creek und Gilpin. Die etwas größere Denver–Aurora Combined Statistical Area (CSA) enthält zusätzlich noch die Countys Boulder und Weld.
Bei der Volkszählung im Jahr 2020 zählte die MSA Denver 2.963.821 Einwohner und war damit der 19. größte Ballungsraum in den USA, gemessen an der Bevölkerungszahl. Sie hat eine Fläche von 21.600 km².

## Zusammensetzung

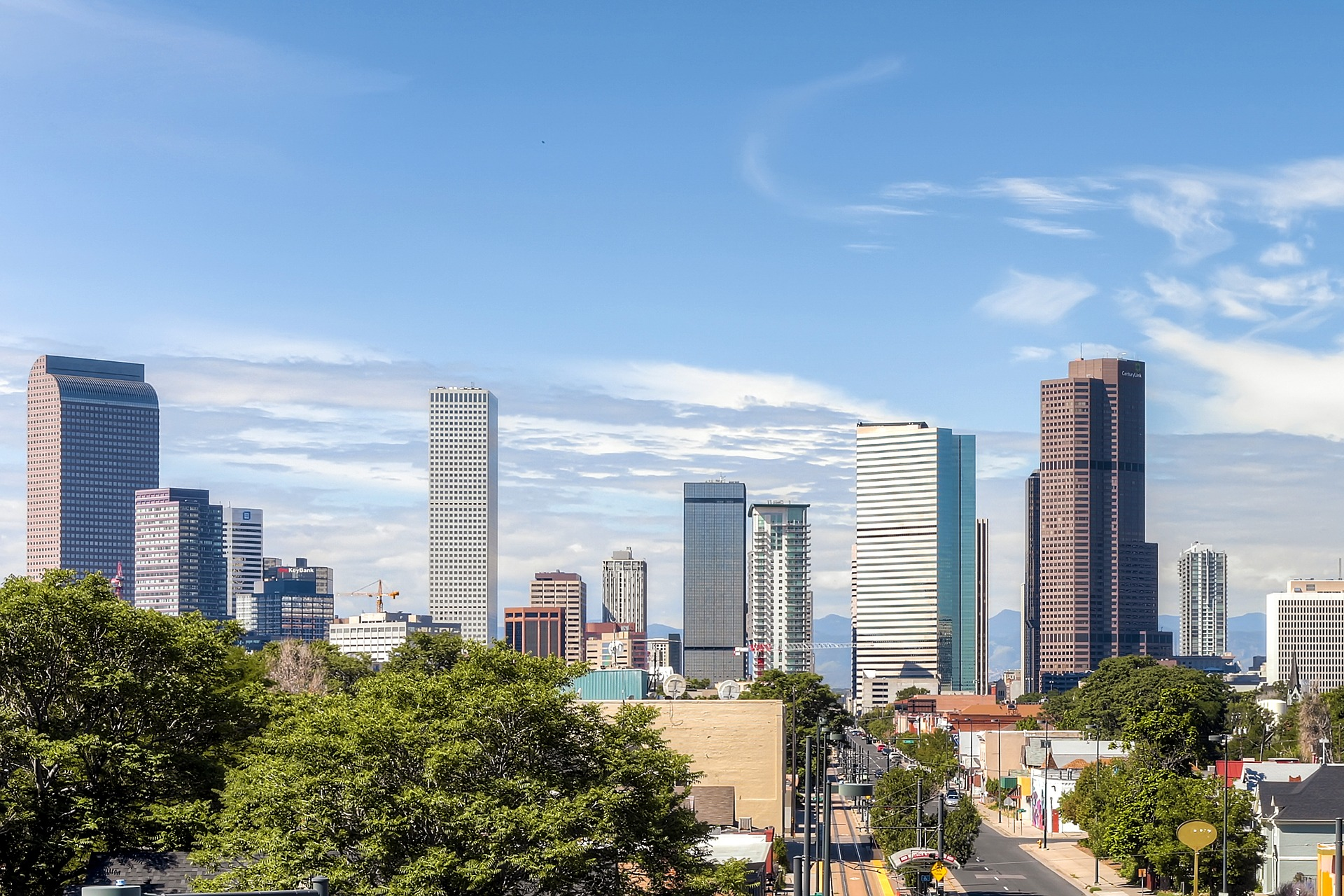
Denver

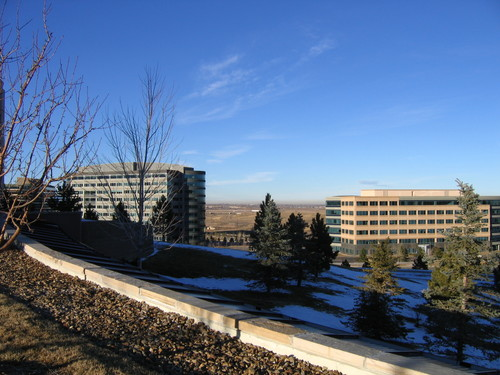
Broomfield

### Counties

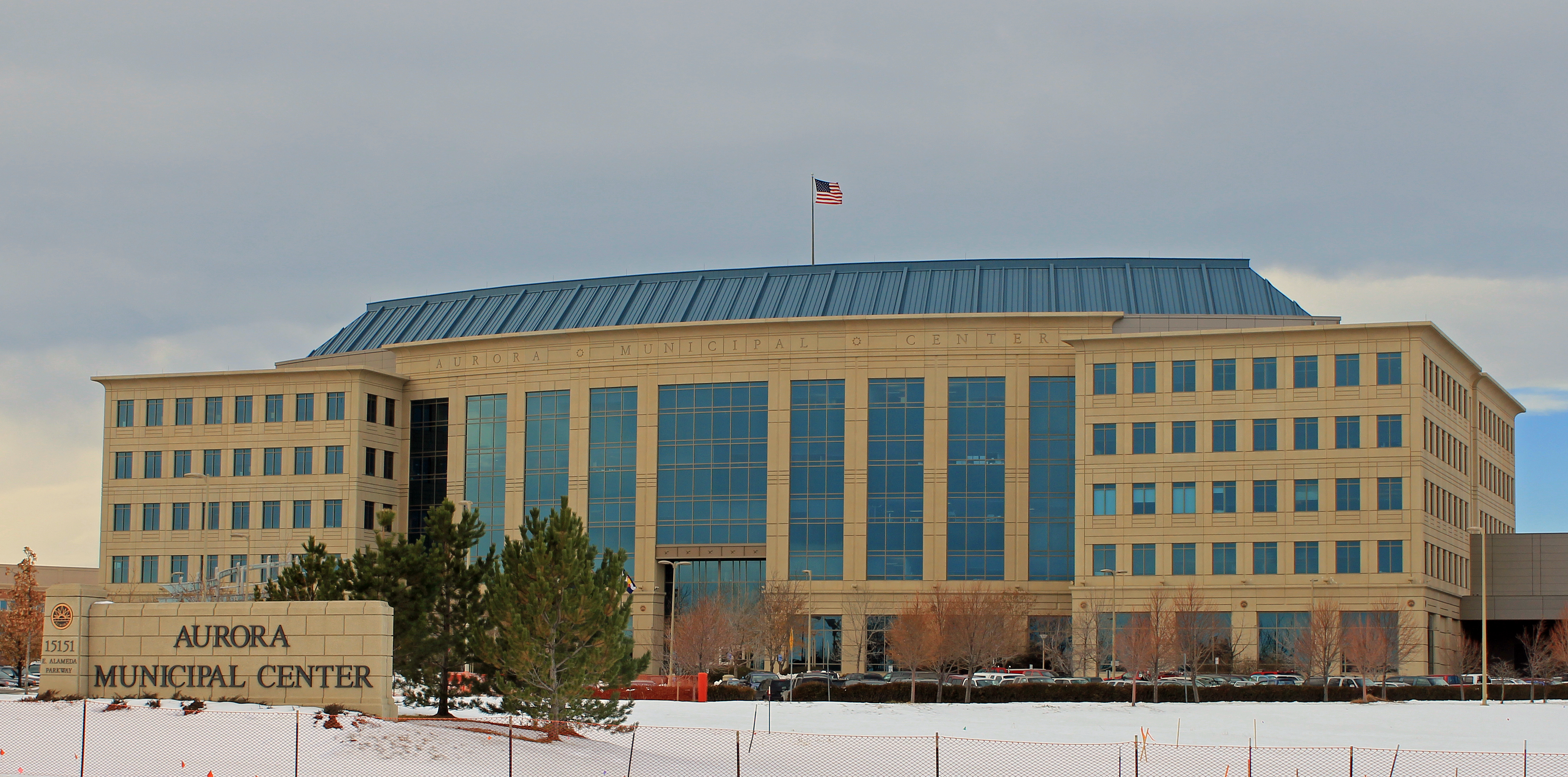
Aurora

- City and County of Denver
- Arapahoe
- Jefferson
- Adams
- Douglas
- City and County of Broomfield
- Elbert
- Park
- Clear Creek
- Gilpin

### Orte
- Arvada
- Aurora
- Broomfield
- Centennial
- Denver
- Highlands Ranch
- Lakewood
- Thornton
- Westminster

## Bevölkerung
Der Großraum Denver gehört den wachsenden Stadtregionen der Vereinigten Staaten. Seit 1950 hat sich die Bevölkerung mehr als verfünffacht, was auf natürliches Wachstum und Zuwanderung aus dem Ausland und Inland zurückzuführen ist. 2020 waren 66,7 % der Bevölkerung Weiße, 5,6 % waren Schwarze, 4,6 % waren Asiaten, 1,2 % waren amerikanische Ureinwohner und 21,6 % gehörten mehreren oder sonstigen Gruppen an. Insgesamt 23,3 % waren, unabhängig von der Ethnie, spanischer oder lateinamerikanischer Abstammung (Hispanics).
| Jahr | Einwohner¹ |
| ---- | ---------- |
| 1950 | 563.832    |
| 1960 | 868.953    |
| 1970 | 1.116.226  |
| 1980 | 1.450.768  |
| 1990 | 1.650.489  |
| 2000 | 2.157.756  |
| 2010 | 2.543.482  |
| 2020 | 2.963.821  |

¹ 1950–2020: Volkszählungsergebnisse

## Wirtschaft
Das Bruttoinlandsprodukt der Denver Metropolitan Area belief sich 2020 auf 197 Milliarden US-Dollar und sie gehörte damit zu den 20 größten städtischen Wirtschaftsräumen in den Vereinigten Staaten.